# 道の駅潮彩市場防府
道の駅潮彩市場防府（みちのえき しおさいいちばほうふ ）は、山口県防府市にある市道の道の駅である。
三田尻港に隣接しており、同港一帯を登録するみなとオアシス三田尻（みなとオアシスみたじり）の代表施設でもある。

## 概要
1階が即売スペース、2階がレストランとなっている。
元々は2008年3月29日に防府市で水揚げされた水産品を提供する施設として防府水産物荷受協同組合によりオープンした施設で、その後防府水産物荷受協同組合が自己破産した（運営はテナント入居者の設立した別法人が承継）ことなどを受けて防府市が施設を取得、2013年7月1日に「防府市水産総合交流施設」として開設、指定管理者制度を導入して潮彩市場ほうふ振興事業協同組合が管理運営している。
防府市の取得後、集客力を高めるために道の駅、みなとオアシスへの登録を目指して駐車場、トイレ等の整備が進められ、2015年に国土交通省により道の駅、みなとオアシスへの登録が認められた。山口県では初めて市町村道に設けられた道の駅となった。

## 沿革
- 2008年（平成20年）3月29日 : 防府市水産荷受協同組合により「潮彩市場防府」開業[2][5]。
- 2009年（平成21年）2月16日 : みなとオアシスに仮登録[1][6]。
- 2012年（平成24年）7月1日 : 同組合の経営破綻に伴い防府市が施設を買い上げ、公共施設となる[5]。
- 2015年（平成27年）4月15日 : 道の駅として登録[7]。
- 2015年（平成27年）7月18日 : 「みなとオアシス三田尻」として正式登録[1]。
- 2015年（平成27年）10月10日 : 道の駅として開駅[8]。

## 施設
- 駐車場[9]
  - 普通車 : 140台
  - 大型車 : 10台
  - 身障者用 : 2台
- トイレ[9]
  - 男子 : 9器（小6器、大3器）
  - 女子 : 7器
  - 身障者用 : 2器
- 休憩コーナー
- 情報提供施設
- 物品販売施設
- 製造販売施設
- 食堂

## アクセス
- 市道 新築地一号線- 登録路線
- 山口県道58号防府環状線

## 周辺
- 三田尻港
- イオンタウン防府